# الصورة (الشرقية)
قرية الصورة هي إحدى القرى التابعة لمركز كفر صقر في محافظة الشرقية في جمهورية مصر العربية. حسب إحصاءات سنة 2006، بلغ إجمالي السكان في الصورة 5117 نسمة، منهم 2626 رجل و2491 امرأة.

## التاريخ
قرية الصورة من القرى القديمة، حيث وردت باسم «جزيرة الصورة» في أعمال الشرقية ضمن قرى الروك الصلاحي التي أحصاها ابن مماتي في كتاب قوانين الدواوين، كما وردت باسم «جزيرة الصورة» في أعمال الشرقية ضمن قرى الروك الناصري التي أحصاها ابن الجيعان في كتاب «التحفة السنية بأسماء البلاد المصرية». وفي العصر العثماني ورد اسمها في التربيع العثماني الذي أجراه الوالي العثماني سليمان باشا الخادم في عصر السلطان العثماني سليمان القانوني ضمن قرى ولاية الشرقية، وفي تاريخ 1228هـ/1813م الذي عدّ قرى مصر بعد المسح الذي قام به محمد علي باشا باسم «الصورة» ضمن قرى مديرية الشرقية.